# Cirurgia para hiperplasia prostática benigna
Se o tratamento clínico não for eficaz, pode ser necessário realizar uma cirurgia para hiperplasia benigna da próstata (HBP).

## Terapias invasivas
Há dois procedimentos cirúrgicos invasivos feitos para HBP:
- Ressecção transuretral da próstata (RTUP ou RTU de próstata) : Em geral, antes do surgimento das tecnologias de laser, a RTUP era considerada o padrão ouro das intervenções de próstata para pessoas que precisam de um procedimento. Isso envolve a remoção completa ou parcial da próstata por meio da inserção de um ressectoscópio (cistoscópio ) através da uretra . No entanto, após essa cirurgia endoscópica, as ejaculações ficam secas em cerca de 65% dos pacientes, exceto se for aplicada uma técnica RTUP modificada, preservadora da ejaculação.[1][2]
- A prostatectomia simples também pode ser oferecida a homens com próstatas grandes (> 50 gramas). Isso pode ser feito por técnica aberta, laparoscopicamente ou com assistência robótica .[3]

Existem dois tipos de ressecção transuretral da próstata (RTUP): a monopolar padrão e o mais recente procedimento bipolar. Uma revisão da Cochrane de 2019 de 59 estudos incluiu 8.924 homens com sintomas urinários devido a hiperplasia benigna da próstata . Esta revisão descobriu que a RTUP bipolar e monopolar provavelmente resultam em melhorias semelhantes da sintomatologia urinária. Também são semelhantes entre as duas técnicas: grau de função erétil, as incidências de incontinência urinária e de necessidade de retratamento. A cirurgia bipolar possivelmente reduz o risco de síndrome de RTUP e a necessidade de transfusão de sangue .
Os esforços para encontrar métodos cirúrgicos mais novos resultaram em abordagens mais recentes e no uso de diferentes tipos de energia para tratar a hiperplasia glandular. No entanto, alguns dos métodos mais recentes para reduzir o tamanho da próstata hiperplásica não existem há tempo suficiente para comprovar totalmente a segurança ou efeitos colaterais desses procedimentos. Isso inclui vários métodos para destruir ou remover parte do tecido em excesso enquanto tenta evitar danificar o que resta. Eletrovaporização transuretral da próstata (ETUP), RTUP à laser, ablação visual à laser, injeção de etanol e outros métodos são estudados como alternativas.

## Terapias minimamente invasivas
As terapias minimamente invasivas podem oferecer uma recuperação mais rápida em comparação com a cirurgia de próstata tradicional. Elas podem ser divididas em cirurgia à laser (requerendo raquianestesia) e outros procedimentos sem laser.

### Cirurgia de próstata à laser
A cirurgia de próstata à laser é usada para aliviar os sintomas urinários moderados a graves causados pelo aumento da próstata. O cirurgião insere um endoscópio através da ponta do pênis na uretra. Um laser que passa pelo endoscópio fornece energia para reduzir ou remover o excesso de tecido que está impedindo o fluxo de urina.
Diferentes tipos de cirurgia de próstata à laser incluem:
- Técnica de ablação visual da próstata a laser, que envolve o laser Nd: YAG em contato com o tecido prostático.
- Vaporização fotosseletiva da próstata (VFP). Um laser é usado para derreter (vaporizar) o excesso de tecido da próstata e aumentar o canal urinário.[7] É utilizado um laser de alta potência (180 watts) com comprimento de onda de 532 nm com uma fibra de laser de 650 micrômetros. Essa fibra tem um reflexo interno com um ângulo de deflexão de 70 graus. É usada para vaporizar o tecido até alcançar a cápsula prostática. Os lasers GreenLight de 532 nm têm como alvo a hemoglobina como cromóforo e normalmente têm uma profundidade de penetração de 0,8 mm (duas vezes mais profundo que o hólmio).
- A ablação da próstata com laser de hólmio (HoLAP) é semelhante ao PVP, mas usa um tipo diferente de laser.  HoLAP usa um 550 uma fibra descartável de disparo lateral que direciona o feixe de um laser de alta potência de 100 watts em um ângulo de 70 graus do eixo da fibra. O comprimento de onda do hólmio é 2.140 nm, que se enquadra na porção infravermelha do espectro e é invisível a olho nu. Enquanto o GreenLight depende da hemoglobina como um cromóforo, a água dentro do tecido-alvo é o cromóforo para os lasers de hólmio. A profundidade de penetração dos lasers de hólmio é <0,4 mm, evitando complicações associadas à necrose tecidual frequentemente encontrada com a penetração mais profunda e menores potências de pico dos lasers Nd: YAG usados na década de 1990.
- A Enucleação da Próstata com Laser Holmium (HoLEP) é usada para cortar e remover o excesso de tecido que está bloqueando a uretra. Outro instrumento é usado para cortar o tecido da próstata em pequenos pedaços que são facilmente removidos. HoLEP pode ser uma opção para homens com próstata gravemente aumentada e é a única opção de tratamento que não depende do tamanho da próstata aprovada pela American Urologic Association (AUA) .[8] HoLEP é muito semelhante ao procedimento HoLAP; a principal diferença é que, em vez de ablação do tecido, o laser corta uma parte da próstata, que é então cortada em pedaços menores e estes são removidos. Tal como acontece com o procedimento HoLAP, há pouco sangramento durante ou após o procedimento. Três revisões de 2015 concluíram que o HoLEP é superior ao RTUP em alguns aspectos e para alguns pacientes.[5][9][10]

Ambos os comprimentos de onda, GreenLight e Holmium, fazem ablação de aproximadamente um a dois gramas de tecido por minuto. 
Os cuidados pós-cirúrgicos geralmente envolvem a colocação de um cateter de Foley ou um stent prostático temporário para permitir a cura e permitir que a urina seja drenada da bexiga.

### Tratamentos não à laser
Esses procedimentos são normalmente realizados com anestesia local e o paciente volta para casa no mesmo dia. Alguns urologistas estudaram e publicaram dados de longo prazo sobre os resultados desses procedimentos, com dados de até cinco anos.

#### Termoterapia transuretral por microondas
A termoterapia transuretral por microondas (TTUM) foi originalmente aprovada pela Food and Drug Administration (FDA) dos Estados Unidos em 1996, com o sistema de primeira geração da EDAP Technomed. Desde 1996, outras empresas receberam a aprovação do FDA para dispositivos TTUM, incluindo Urologix, Dornier, Thermatrix, Celsion e Prostalund. Vários estudos clínicos sobre TTUM foram publicados. O princípio geral subjacente a todos os dispositivos é que uma antena de microondas que reside em um cateter uretral é colocada na área intraprostática da uretra. O cateter é conectado a uma caixa de controle fora do corpo do paciente e é energizado para emitir radiação de microondas na próstata para aquecer o tecido e causar necrose. É um tratamento único que leva cerca de 30 minutos a 1 hora, dependendo do sistema utilizado. Demora cerca de 4 a 6 semanas para que o tecido danificado seja reabsorvido pelo corpo do paciente. Alguns dos dispositivos incorporam fluido refrigerante circulante através da área de tratamento com a intenção de preservar a uretra enquanto a energia de microondas aquece o tecido prostático ao redor da uretra. 

#### Ablação transuretral por agulha
A ablação transuretral por agulha (TUNA) opera com um tipo diferente de energia, a energia de radiofrequência (RF), mas é projetada de acordo com a mesma premissa dos dispositivos TTUM, de que o calor gerado pelo dispositivo causará necrose do tecido prostático e reduzirá o tamanho da próstata. O dispositivo TUNA é inserido na uretra por meio de um endoscópio rígido, semelhante a um cistoscópio. A energia é distribuída na próstata por meio de duas agulhas que emergem das laterais do dispositivo, através da parede uretral e na próstata. Os dispositivos de ablação por agulha são muito eficazes no aquecimento de uma área localizada a uma temperatura alta o suficiente para causar necrose. O tratamento normalmente é realizado em uma sessão, mas pode exigir várias agulhas, dependendo do tamanho da próstata. As mais recentes Diretrizes da American Urological Association (AUA) de 2018 para o tratamento de HBP ( afirmam que "TUNA não é recomendado para o tratamento de HBP".

#### Terapia térmica de vapor de água
A terapia térmica com vapor de água (comercializada como Rezum) é um procedimento de consultório mais recente para a remoção de tecido da próstata usando vapor. Vários estudos, incluindo um acompanhamento de quatro anos, forneceram evidências de melhora dos sintomas de HBP, de função sexual preservada e de baixas taxas de retratamento cirúrgico.

#### Elevação uretral prostática
A elevação uretral prostática (comercializada como Urolift) é um procedimento para homens com sintomas urinários causados pelo aumento da próstata. Consiste na colocação de pequenos ganchos que comprimem o tecido da próstata para abrir o jato urinário sem cortar ou retirar tecido. Este procedimento provavelmente melhora a qualidade de vida sem efeitos colaterais negativos adicionais quando comparado com uma cirurgia placebo .
Em comparação com a ressecção transuretral da próstata, a cirurgia padrão para o tratamento da hiperplasia prostática benigna, este procedimento pode ser menos eficaz na redução dos sintomas urinários, mas pode preservar a ejaculação e ter menos efeitos indesejáveis nas ereções.

#### Dispositivo temporário implantável de nitinol
O dispositivo implantável temporário de nitinol (comercializado como TIND e iTIND) é um dispositivo que é colocado na uretra que, ao ser liberado, é expandido, remodelando a uretra e o colo da bexiga.
As diretrizes da American Urological Association (AUA) para o tratamento de HBP a partir de 2018 listam terapias minimamente invasivas, incluindo TTUM - mas não TUNA - como alternativas aceitáveis para certos pacientes com HBP. No entanto, a European Association of Urology (EAU) - a partir de 2019 - removeu o TTUM e o TUNA de suas diretrizes.

## Complicações da cirurgia de próstata
As duas complicações mais temidas da cirurgia de próstata são a disfunção erétil e a incontinência urinária de esforço . Os tipos de complicações dependes da modalidade de tratamento utilizada:
- A incontinência urinária pode ocorrer após a cirurgia de próstata, especialmente a incontinência urinária de esforço . A próstata está localizada logo abaixo da bexiga e envolve o esfíncter uretral. Qualquer dano ao esfíncter ou aos músculos e nervos ao redor pode causar incontinência urinária. O problema é mais grave nos primeiros 6 a 12 meses após o tratamento, mas geralmente se resolve sozinho nesse período.[17] Se o problema persistir, o tratamento conservador é o tratamento de primeira linha. Isso inclui mudanças no estilo de vida, exercícios de Kegel e treinamento da bexiga .[18][19] A implantação de esfíncter urinário artificial é considerada o padrão ouro em casos moderados a graves se o tratamento conservador falhar.[20]
- Cerca de 50% dos pacientes submetidos à prostatectomia terão algum grau de disfunção erétil . As opções de tratamento incluem o uso de medicamentos orais, dispositivos a vácuo ou implantes penianos .[21]

## Outros tratamentos
O Instituto Nacional de Excelência em Saúde e Cuidados (NICE) do Reino Unido em 2018 classificou alguns métodos recentes: 
Recomendados:
- Sistema Urolift[23]
- Terapia de aquablação[24]
- Tratamento de próstata com vapor[25]

Não recomendados:
- Ultrassom focalizado de alta intensidade (HIFU)[26]

## Perspectivas gerais de sucesso cirúrgico
O sucesso da cirurgia para hiperplasia benigna da próstata (HBP) - medida por uma redução significativa dos sintomas do trato urinário inferior (STUI) - depende fortemente de um diagnóstico pré-cirúrgico confiável (inequívoco) de obstrução da saída da bexiga. Um diagnóstico pré-cirúrgico apenas de outros STUI, como bexiga hiperativa (BH) com ou sem incontinência urinária, prevê pouco ou nenhum sucesso após a cirurgia.
Se a obstrução da saída da bexiga está presente ou não, pode ser determinado por testes não invasivos confiáveis, como o teste do manguito peniano (PCT). Neste teste, publicado pela primeira vez em 1997, um manguito inflável comandado por software (semelhante a um medidor de pressão arterial ) é colocado ao redor do pênis para medir a pressão do fluxo urinário. Ao aplicar este método, um estudo de 2013 mostrou que 94% dos pacientes com o resultado do teste pré-operatório "Obstrução" tiveram um resultado cirúrgico bem-sucedido. Em contraste, 70% dos pacientes com o resultado do teste pré-operatório "Sem Obstrução" tiveram um resultado cirúrgico malsucedido.</ref>
Se a HBP com obstrução também se apresentar com bexiga hiperativa (BH), que é o caso em cerca de 50% dos pacientes, BH persistirá mesmo após a cirurgia em cerca de 20% dos pacientes. No entanto, essa taxa só se aplica a um período de alguns anos. 10 a 15 anos após a cirurgia, 48 de 55 pacientes (87%) com obstrução e BH mantiveram a redução da obstrução pós-cirurgia, mas os sintomas de BH voltaram ao estado pré-cirúrgico.